# Barbro Sprinchorn
Barbro Helén Sprinchorn, född Synnergren 15 maj 1929 i Sundsvall, död 2 juni 1973 i Stockholm, var en svensk textilkonstnär, teckningslärare och tecknare.
Hon var dotter till banktjänstemannen Alf Synnergren och farmaceuten Anna Östberg och från 1952 gift med byrådirektören Göran Sprinchorn. Hon avlade studentexamen i Sundsvall 1948 och utexaminerades som teckningslärare vid Konstfackskolan i Stockholm 1953. Hon fortsatte att studera textilkonst vid Konstfack fram till 1955 då hon anställdes som fast medarbetare vid Märta Måås-Fjetterström AB med rätten att arbeta som frilans för andra uppdragsgivare. Hon företog ett stort antal studieresor till ett flertal av Europas länder 1955–1964 och hon tilldelades ett stipendium ur Kungafonden 1961, Östersunds stads stipendium 1964 samt Sundsvalls stads stipendium 1965. Hon debuterade i en uppmärksammad separatutställning på Hantverkshuset i Stockholm 1961 där hon visade resultatet av flera års arbeten i form av gobelänger, applikationer och broderier den följdes senare upp med en separatutställning i Östersund 1964. Hon medverkade i Nationalmuseums utställning Unga tecknare 1959–1960, samlingsutställningar på Hantverkshuset, Röhsska konstslöjdmuseet, Liljevalchs konsthall och i Helsingfors. Sprinchorn är representerad vid Röhsska konstslöjdmuseet och Nationalmuseum, svenska ambassaden i Carácas samt i flera hotell och banklokaler.